# Mens Sana Basket 2002-2003
Questa voce raccoglie le informazioni riguardanti la Mens Sana Basket nelle competizioni ufficiali della stagione 2002-2003.

## Stagione
La stagione 2002-2003 della Mens Sana Basket, sponsorizzata Montepaschi, è la 17ª nel massimo campionato italiano di pallacanestro, la Serie A.
All'inizio della nuova stagione la Lega Basket decise di modificare il regolamento riguardo al numero di giocatori extracomunitari consentiti per ogni squadra che così passò a quattro, con anche la reintroduzione della distinzione tra giocatori comunitari ed extracomunitari.

## Roster
Aggiornato al 14 dicembre 2021.
| Montepaschi Siena 2002-03 | Montepaschi Siena 2002-03 |
| Giocatori                 | Staff tecnico             |
| ------------------------- | ------------------------- |

| N. | Naz.                                                | Ruolo | Nome                 | Anno | Alt.   | Peso   |  |
| -- | --------------------------------------------------- | ----- | -------------------- | ---- | ------ | ------ |  |
| 4  | Macedonia del Nord (bandiera)                       | PG    | Vrbica Stefanov      | 1973 | 188 cm | 75 kg  |  |
| 5  | Lituania (bandiera)                                 | A     | Mindaugas Žukauskas  | 1975 | 202 cm | 98 kg  |  |
| 6  | Serbia e Montenegro (bandiera) · Turchia (bandiera) | AG    | Mirsad Türkcan       | 1976 | 206 cm | 102 kg |  |
| 7  | Stati Uniti (bandiera) · Italia (bandiera)          | AP    | Giancarlo Marcaccini | 1972 | 196 cm | 98 kg  |  |
| 8  | Serbia e Montenegro (bandiera) · Grecia (bandiera)  | GA    | Dušan Vukčević       | 1975 | 202 cm | 88 kg  |  |
| 9  | Italia (bandiera)                                   | C     | Luca Lechthaler      | 1986 | 205 cm | 108 kg |  |
| 10 | Stati Uniti (bandiera)                              | G     | Alphonso Ford        | 1971 | 191 cm | 98 kg  |  |
| 11 | Italia (bandiera)                                   | P     | Simone Berti         | 1985 | 195 cm | 88 kg  |  |
| 12 | Italia (bandiera)                                   | AC    | Matteo Nobile        | 1973 | 207 cm | 102 kg |  |
| 13 | Argentina (bandiera) · Italia (bandiera)            | P     | Germán Scarone       | 1975 | 190 cm | 86 kg  |  |
| 13 | Italia (bandiera)                                   | G     | Marco Mordente       | 1979 | 190 cm | 88 kg  |  |
| 14 | Italia (bandiera)                                   | C     | Roberto Chiacig (C)  | 1974 | 210 cm | 116 kg |  |
| 15 | Italia (bandiera)                                   | C     | Michele Maggioli     | 1977 | 212 cm | 108 kg |  |
| 15 | Grecia (bandiera)                                   | AG    | Michalīs Kakiouzīs   | 1976 | 207 cm | 109 kg |  |
| 16 | Stati Uniti (bandiera) · Irlanda (bandiera)         | AC    | Cal Bowdler          | 1977 | 208 cm | 111 kg |  |
| 18 | Stati Uniti (bandiera)                              | PG    | Curtis McCants       | 1975 | 185 cm | 79 kg  |  |
| 18 | Stati Uniti (bandiera) · Austria (bandiera)         | P     | Aaron Mitchell       | 1969 | 183 cm |        |  |
| 19 | Italia (bandiera)                                   | P     | Ferdinando Gentile   | 1967 | 190 cm | 85 kg  |  |

| Allenatore                                                                                      |
| - Ergin Ataman                                                                                  |
| Assistente/i                                                                                    |
| - Massimiliano Oldoini - Simone Pianigiani Legenda - (C) Capitano - (IN) Inattivo - Infortunato |

## Mercato

### Sessione estiva
| Acquisti | Acquisti             | Acquisti          | Acquisti   | Acquisti |
| R.a      | Nome                 | da                | Modalità   |          |
| -------- | -------------------- | ----------------- | ---------- | -------- |
| G        | Alphonso Ford        | Olympiakos        | definitivo |          |
| AP       | Giancarlo Marcaccini | Virtus Roma       | definitivo |          |
| GA       | Dušan Vukčević       | Real Madrid       | definitivo |          |
| AG       | Mirsad Türkcan       | CSKA Mosca        | definitivo |          |
| PG       | Curtis McCants       | CSKA Mosca        | definitivo |          |
| AC       | Matteo Nobile        | Scandone Avellino | definitivo |          |
| C        | Michele Maggioli     | V.L. Pesaro       | definitivo |          |

| Cessioni | Cessioni         | Cessioni        | Cessioni       | Cessioni |
| R.       | Nome             | a               | Modalità       |          |
| -------- | ---------------- | --------------- | -------------- | -------- |
| AG       | Milenko Topić    | Hemofarm Vršac  | fine contratto |          |
| P        | Petar Naumoski   | Free agent      | fine contratto |          |
| C        | Nikola Bulatović | Hapoel Tel Aviv | fine contratto |          |
| G        | Brian Tolbert    | B.C. Ferrara    | fine contratto |          |
| A        | Marco Rossetti   | Pall. Reggiana  | fine contratto |          |
| AP       | Andrea Pilotti   | RB Montecatini  | fine contratto |          |
| GA       | Boris Gorenc     | Pall. Varese    | fine contratto |          |
| AG       | Tomas Masiulis   | Sopot           | fine contratto |          |
| C        | Alpay Öztaş      | Fenerbahçe      | fine contratto |          |

### Dopo l'inizio della stagione
| Acquisti | Acquisti           | Acquisti       | Acquisti      | Acquisti   |
| R.       | Nome               | da             | Data          | Modalità   |
| -------- | ------------------ | -------------- | ------------- | ---------- |
| AC       | Cal Bowdler        | Virtus Bologna | ottobre 2002  | definitivo |
| P        | Ferdinando Gentile | Free agent     | novembre 2002 | definitivo |
| P        | Aaron Mitchell     | Galatasaray    | dicembre 2002 | definitivo |
| AG       | Michalīs Kakiouzīs | AEK Atene      | febbraio 2003 | definitivo |
| G        | Marco Mordente     | Pall. Reggiana | marzo 2003    | prestito   |

| Cessioni | Cessioni           | Cessioni            | Cessioni      | Cessioni    |
| R.       | Nome               | a                   | Data          | Modalità    |
| -------- | ------------------ | ------------------- | ------------- | ----------- |
| P        | Germán Scarone     | Virtus Bologna      | ottobre 2002  | rescissione |
| AC       | Matteo Nobile      | Colle di Val d'Elsa | ottobre 2002  | rescissione |
| P        | Ferdinando Gentile | Free agent          | dicembre 2002 | rescissione |
| PG       | Curtis McCants     | Dakota Wizards      | febbraio 2003 | rescissione |
| C        | Michele Maggioli   | Pall. Reggiana      | febbraio 2003 | prestito    |